# 牧野ステテコ
牧野 ステテコ（まきの ステテコ、1979年10月14日 - ）は、日本のお笑い芸人、女優である。本名、牧野 朋子（まきの ともこ）。
富山県黒部市出身。浅井企画所属。

## 来歴・人物
- 富山県立魚津高等学校卒業[1]、茨城大学人文学部（現・人文社会科学部）卒業[3][4]。
- 高校生時代はバレーボール部で、大学生時代はラクロス部で活動[5]。
- 自分の顔が変かも、と思ったのは小学校の卒業アルバムを見た時で、この小学生時代は成績優秀で社交的だったが、中学進学後は目立たないように努力していたという[6]。青春時代の一番の楽しみはハリウッド女優観賞だった[6]。
- 芸人になる前はテレビ番組のADとして『クイズ$ミリオネア』（フジテレビ）などの現場で働いていたが、6か月ほどで退社[4]。以降はテレアポなどのアルバイトをしていたが、何気なく入った大川興業のワークショップで演技をしたところ爆笑をとったことで気持ち良かったと感じ、以後笑いの道に進むきっかけとなる[4]。
- ワタナベコメディスクール1期生（2004年10月入学）出身[7]。2005年に芸人活動を開始し、2006年に浅井企画所属となる[1]。かつてはお笑いコンビ「マッキアイアイ」のメンバー（ツッコミ役）で、元相方は中村愛（現在同じ事務所に所属する中村愛とは別人）。2006年12月頃に当時の相方が実家の家業を継ぐということで解散[5]した後はピン芸人として活動。
- 芸能人女子フットサルチーム「ASAI RED ROSE」に所属。ポジションはゴレイロで、背番号は「13」[8]。
- 女芸人野球チーム「ミラクルキッシーズ」に2015年8月1日から所属（背番号「13」）[9]。
- 元「劇団娯楽天国」のメンバー[10]。
- 「世界恐竜糞協会」の学芸員でもある[11]。
- ワタナベコメディスクール出身であり、同スクール出身者5組7人のユニット「ご褒美ガールズ」（他のメンバーは、姉御ぉゆりか、ラブ子（元・ラブリーミント、現・ピン芸人『水戸とみ』）、めっちぇん、チェリーの果実）のメンバーとしても活動していたことがある[12]。
- 『アリケン』（2010年1月30日）において、元・芸人のカイハラと同居していることが放送された[13]。その後、ロリィタ族。（2016年当時[14]）など同居相手は何度か変わり、現在（2017年時点）ではユメマナコのまるゆかと同居している[15]。
- 2017年の「女芸人No.1決定戦 THE W」で2位になったことがきっかけで、それまでの給料が70倍（2400円→17万円）になったという[16]。
- M-1グランプリにも、2017年から同じ浅井企画所属の芸人、リクロジーとコンビ「ステゴンダ」を組んで出場している。M-1グランプリ2023では3回戦進出[17]。
- 2018年公開の映画「MEG ザ・モンスター」の事前公開されていた同作のパロディポスターに“謎の水着美女”として写っている[18]。
- 2020年1月、中国版TikTok「抖音 Douyin」にアカウントを開設。浅井企画所属芸人の中では中国進出第1号となる[19]。
- 口癖は「～でやんす」。ブログやTwitterでも頻繁に使用している。
- 趣味はサイクリング、登山。特技は「謝罪」[20]。
- アクティブな性格でアウトドア派であり、関係者によると、よく大きなリュックサックを背負い、自宅へ帰るのも何十分もかけて歩いたり、3駅分くらいの距離なら平気で歩くということで、筋肉も付いていて体もかなり鍛えられているという[20]。
- 上記のように「THE W」で準優勝したことがきっかけで仕事も収入も増えたことで、一時はアルバイトを卒業して本人曰く「ようやくお笑いだけで生活できるようになった」ことがあったが、それも長くは続かず1年ほどでほぼ収入が無くなったことで、ウーバーイーツの仕事を始めてアルバイト生活に戻る[21]。その後槙尾ユウスケ（かもめんたる）が経営する「三軒茶屋カリガリマキオカレー」でアルバイトをしている[22]。

## 芸風
これまでの主な持ちネタに、乙女キャラの『乙女ちゃん』や、「パンパンチラ〜」が決め台詞の、超ミニスカートですぐパンチラが見えるキャラクター『パンチラ牧野』、全身馬の着ぐるみの『ウマのウマ子』、レオタード姿の『たまらん子』、OLキャラで「お茶ぶっかけてやる!」が決め台詞の『お茶くみ子』、『恋におちて』（小林明子）に乗せて「もしも願いが叶うなら…」がテーマのネタを披露するもの、気の短い首長族のネタなどがある。2013年からは、連続テレビ小説『あまちゃん』のキャラクターに扮してのネタも披露している。これまで演じたキャラクターの数は30以上。
その後、2012年頃からポールダンサーキャラ『ポール牧野』に扮してダンスを披露しながらいい女が言いそうな一言を連発するネタを始め、このネタで2017年12月11日に行われた女芸人No.1決定戦 THE W（日本テレビ）の決勝戦に出場し、準優勝。このキャラは、映画の一場面やポール牧から着想を得たという。このネタは最初はスベリ過ぎたことがあって一度は封印していたが、2017年になって同じ事務所の先輩のキャイ〜ン天野ひろゆきに「面白かったよ」と言われたことで再開したという。

## 出演

### バラエティ
- アリケン （テレビ東京） - 2008年4月17日・9月18日、2009年1月24日・7月25日・8月1日・10月3日、2010年1月30日・8月21日 各日深夜
- イツザイ （テレビ東京）

『インディーズ芸人オーディション』（2008年9月6日初出演）。キャッチコピーは『セックスシンボル』。
2008年10月25日には『ハッスル・第2のインリン様オーディション』にも出演。この他、『濱口優女芸人プロデュースオーディション』のメンバー。
- ぐるナイおもしろ荘 生放送ですいまメ〜ン（日本テレビ） - 2009年1月1日（2008年12月31日深夜）
- お笑い図鑑 ハマヌキ（tvk）
- イツザイS（テレビ東京）
- ぶちぬき女芸人 （あっ!とおどろく放送局）- 2010年2月22日
- めちゃ×2イケてるッ!（フジテレビ） - 2010年10月9日「新メンバーオーディション」で二次審査まで残る。
- フジテレビからの〜!（フジテレビ）- 2011年5月26日「見参楽（みさんが!）」からの～放送なるか?放送禁止芸人ネタ』コーナー
- 笑っていいとも!増刊号（フジテレビ）- 2011年8月21日「アルタ甲子園」コーナー
- オンバト+（NHK総合）戦績0勝1敗 最高185KB
- 有吉反省会（日本テレビ）- 2013年9月28日（SP）、9月29日
- おはスタ（テレビ東京） - 2013年11月8日「ひなこ姫を起こせ!」コーナー
- コレを言わずに年が越せるか!ぶっちゃけ告白TV!カミングアウト祭!2013（フジテレビ）- 2013年12月27日
- お願い!モーニング（テレビ朝日）- 『15秒で目が覚める一発ギャグランキング』コーナー 2014年10月29日初出演
- 水曜日のダウンタウン（TBS）- 2015年8月5日・2018年3月14日・2021年3月24日・2022年4月13日・2022年11月16日・2023年1月18日
- ツギクルもん（フジテレビ）- 2016年3月12日、「ババア流星群」のメンバーとして出演
- ピエール瀧のしょんないTV（静岡朝日テレビ）- 2016年6月30日・7月7日、「ミラクルキッシーズ」のメンバーとして出演
- サンバリュ「ビリ神」（日本テレビ）- 2016年11月27日
- 新春さんま総選挙2017（TBS）- 2017年1月3日
- チャリダー★（NHK BS1）- 坂バカ女子部の部員として出演
- 牧野ステテコの地獄絵図（ニコジョッキー、アメジョッキー、エフジョッキー、2017年～、月一）
- 女芸人No.1決定戦 THE W（日本テレビ） - 2017年12月11日　準優勝
- 得する人損する人（日本テレビ） - 2018年2月8日、「得損ヒーローズ」ぜにまる子として出演。
- ダウンタウンDX（読売テレビ・日本テレビ系）- 2018年3月29日「ダウンタウンDXDX」初出演
- 有田P おもてなす（2018年5月 、12月、NHK総合）
- オールスター後夜祭（2018年10月7日[23]、TBS）
- 似すぎてジワる（TBS）
- さんまのお笑い向上委員会（フジテレビ）」
- 爆笑ヒットパレード2019（フジテレビ）
- ゴッドタン（テレビ東京）
- ソクラテスのため息（テレビ東京）
- 志の輔のナローSHOW（富山テレビ放送）
- 健民+県民（CBCテレビ)
- 世界一短いネタ番組 15ビョーーーン（テレビ東京）- 2021年6月6日[24]

### ドラマ
- 傍聴マニア09〜裁判長!ここは懲役4年でどうすか〜 第2話（2009年10月29日、読売テレビ・日本テレビ） - 松田誠子 役
- SPEC～警視庁公安部公安第五課 未詳事件特別対策係事件簿～ 第3話（2010年10月22日、TBSテレビ）- 美容室 客役
- ブルドクター 第4、6、7、12話（2011年8月 - 9月、日本テレビ）- 雨宮桐子（警視庁鑑識）役
- ブラックスキャンダル 第4話（2018年10月25日、日本テレビ）- 女社長 役
- オー・マイ・ジャンプ! 〜少年ジャンプが地球を救う〜 第4話（2018年2月3日、テレビ東京）- 愛香役 コスプレ－キャッツ・アイ 来生三姉妹・愛役
- アリバイ崩し承ります 第3話（2020年2月15日、テレビ朝日）- 諸井 役
- 引越し探偵サクラ（2024年3月26日 - 4月6日、テレビ東京）[25]

### 舞台
- W-Speak第三回公演『笑劇SUMMER』「登校日」「花火が終わるまでに」（2012年8月23日 - 8月26日、池袋･シアターKASSAI）

### ウェブテレビ
- お尻を極めれば痩せる！？～1ヶ月ベルフィークイーン決定戦～スタート篇、結果篇（2018年4月21日[26] - 5月18日[27]、AbemaTV AbemaGOLD）
- カチコチTV（FANZA TV）